# Henry Bryant
Pour les articles homonymes, voir Bryant.
Henry Bryant, né à Boston le 12 mai 1820 et mort à Porto Rico le 21 février 1867, est un médecin et naturaliste américain. Spécialiste d'ornithologie, il fit l'acquisition de la collection d'oiseaux de Frédéric de Lafresnaye.
Henry Bryant est le grand-père de Henry Bryant Bigelow (1879-1967).